# 霍穆捷齊 (米爾哥羅德區)
50°4′9″N 33°43′5″E / 50.06917°N 33.71806°E

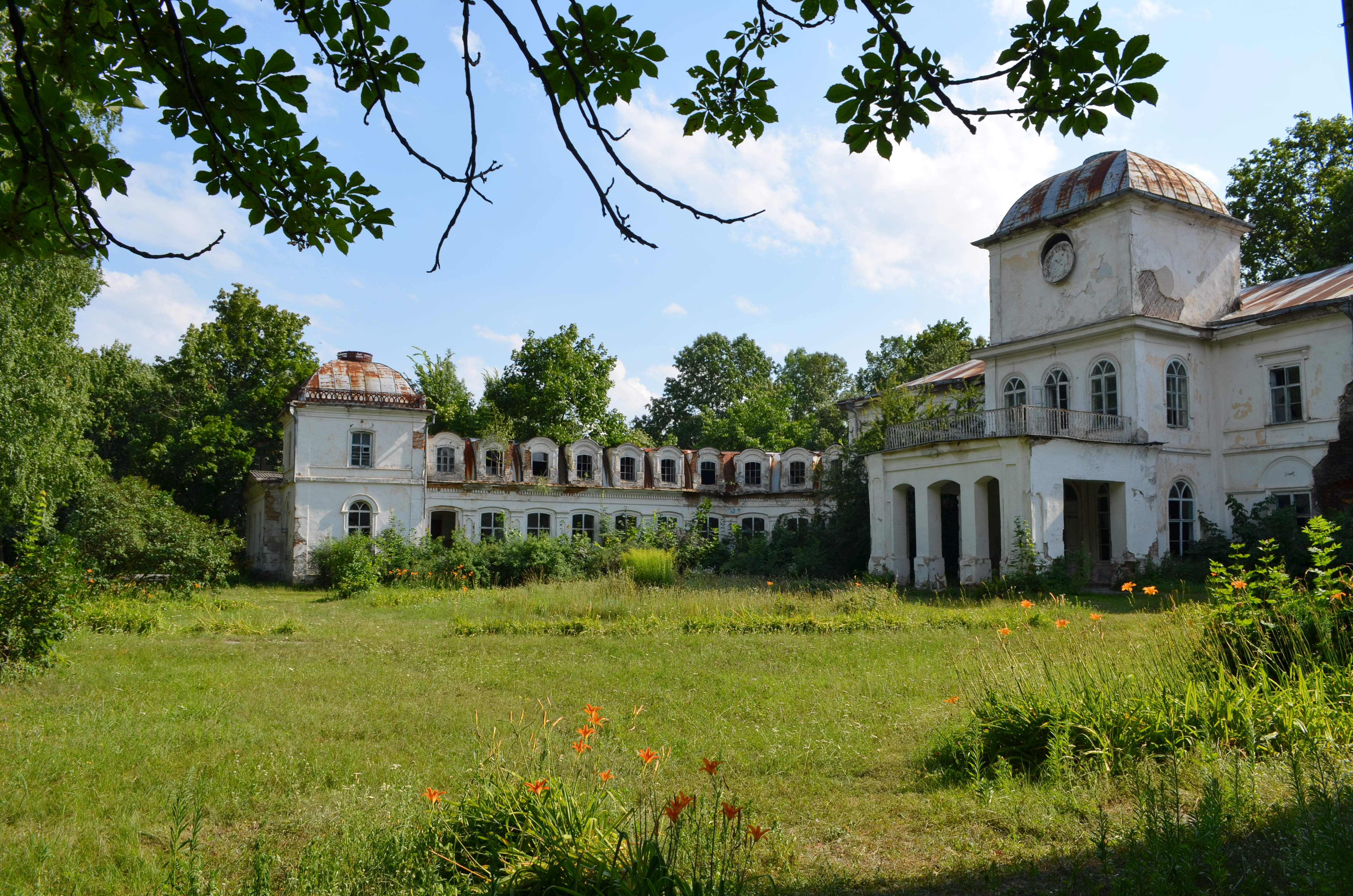

霍穆捷齊（烏克蘭語：Хомутець），是烏克蘭的村落，位於該國中部波爾塔瓦州，由米爾哥羅德區負責管轄，處於普肖爾河和霍穆捷齊河畔，分別距離多夫加利夫卡1公里和巴庫米夫卡5公里，海拔高度100米，2023年人口1,461。